# Lévay József Városi Könyvtár
A Lévay József Városi Könyvtár Sajószentpéteren, a Bem József utca 15. szám alatt található.

## Története
A könyvtár története 1895-ig nyúlik vissza. Ekkor alakult meg a munkáskönyvtár, bányászok hozták létre, a Bányász Szakszervezet fenntartása alatt működött. A Lévay József nevet 1964. január 31-én vette fel. A könyvtár fejlődésének főbb szakaszai:

### 1964–1972: járási könyvtár
1964. január 20-án alakult meg Sajószentpéteren a Miskolci Járás könyvtára, mely 45 község és ugyanannyi járás munkáját irányította. A Polgármesteri Hivatal épületének földszintjén kapott helyet. Állománya 10 ezer kötetes volt. A könyvtár a művelődési élet centruma lett.

### 1972–1981: községi könyvtár
A Lévay József Községi Könyvtár fejlődése egy évtized alatt nagy eredményekkel járt. Folyamatosan gyarapodott az állománya, látogatottsága is intenzívebbé vált. Megindult az olvasószervezés.

### 1981–1990: nagyközségi könyvtár
A Lévay József Nagyközségi Könyvtár 4 fiók könyvtárral is rendelkezett. Az állománya közel 20 000 kötet. A községi tanács gondoskodásának köszönhetően, 1981. április 27-én sor került az új könyvtár felavatásra, kétszintes, korszerű épületben kapott helyet.

### 1990-től városi könyvtár
1992-től összevont intézményként működik. Napjainkban folyik az állomány számítógépes feldolgozása, amely lehetővé teszi a könnyebb hozzáférést olvasóink számára. Négy fő szakalkalmazott és egy fő technikai dolgozó látja el a feladatát, heti 36 órás kölcsönzési idővel, hétfőtől - szombatig. Jelenleg több mint 46 ezer dokumentummal rendelkezik a könyvtár, közel 100 periodikával.

## Gyűjteménye
Az állomány szabadpolcon található. A felnőtt és az ifjúsági irodalom külön részben kapott helyet. A kölcsönözhető állomány szépirodalmi részét a mesék, az ifjúsági regények, történelmi regények, kalandregények, és életrajzok alkotják. Külön egységben találjuk a képeskönyveket, verses meséket, állatmeséket. A szakirodalom rendezése az Egyetemes Tizedes osztályozás szakjelzeteivel valósul meg. A könyvek mellett jelentős hagyományos dokumentumtípus az időszaki kiadvány, a magazinolvasóban találhatóak. Kb. 100 fajta folyóirat, köztük napilap, hetilap, havilap jár az intézménynek. Jelentős helyet foglalnak el azok a folyóiratok, amelyekben Sajószentpéter város életével, legújabb híreivel kapcsolatos cikkek találhatók meg, melyeket a könyvtár a helytörténeti gyűjteményében helyez el. A számítógép használatot és internet hozzáférést a könyvtár 2000-től folyamatosan biztosítja. 10 db számítógépen zajlik a szolgáltatás.

## A könyvtár szolgáltatásai
- magazinolvasó használata
- térítés ellenében szolgáltatások kérhetők (spirálozás, fénymásolás, fax küldés-fogadás)
- kölcsönzés (könyvek, folyóiratok, DVD-k)
- könyvtárközi kölcsönzés
- olvasótermek állományainak használata
- számítógépes szolgáltatások (internet, nyomtatás, szkennelés)